# Erich I de Braunschweig-Lüneburg
Erich I, "el Vell" (Neustadt am Rübenberge auf der Rovenburg, 16 de febrer, 1470 - Hagenau (Alsàcia), 30 de juliol, 1540), va ser duc de Braunschweig-Lüneburg i príncep governant de Calenberg-Göttingen des de 1495.

## Origen
Erich és considerat el fundador de la línia Calenberg de la casa de Braunschweig-Lüneburg, el seu pare Wilhelm II, que va morir el 1503, va dividir les seves terres entre els seus fills Heinrich i Erich abans de la seva mort el 1495; Erich va rebre els principats de Calenberg i Göttingen, Heinrich el principat de Braunschweig-Wolfenbüttel. Erich va viatjar a Jerusalem com a pelegrí en la seva joventut i va viatjar per Itàlia abans d'entrar al servei de l'emperador Maximilià I.

## Al servei de l'emperador
Fins i tot de jove, Erich es va distingir com un lluitador valent al costat del rei romano-alemany i va participar en una campanya contra els turcs el 1497. Va lluitar en guerres posteriors contra Venècia, la Confederació i França. A la guerra de Baviera-Landshut el 1504 va salvar la vida del futur emperador a la batalla de Wenzenbach, després de la qual va ser nomenat cavaller abans que ell.
Eric I era el segon fill del duc Wilhelm II. (Braunschweig-Calenberg-Göttingen) († 1503) i va rebre el govern abans de la seva mort a la divisió d'herència amb el seu germà gran, el duc Enric el Vell (1463–1514), el 1491 i el 1494 sobre el principat de Calenberg-Göttingen, mentre que el seu germà va rebre Braunschweig-Wolfenbüttel. El 1505, el duc de 35 anys va convertir Neustadt am Rübenberge en la segona seu del govern.
Després del primer matrimoni del duc amb la vídua de l'arxiduc Segimon d'Habsburg, Caterina de Saxònia, va romandre sense fills, després de la mort de Caterina, el 7 de juliol de 1525, es va casar amb Elisabet de Brandenburg, de 14 anys, D'aquest matrimoni va sorgir l'anhelat successor Erich II (1528–1584). Quan Elisabeth va emmalaltir de part el 1528, aquesta va culpar de la bruixeria de l'amant del seu marit, Anna Rumschottel. Va obligar el seu marit a sotmetre's a un judici d'inquisició. Com a resultat, diverses dones van ser cremades i el duc va deixar escapar la seva amant. No obstant això, més tard va ser cremada a Hamelin.
Durant el feu col·legiat d'Hildesheim (1519–1523), ell i Enric el Jove de Wolfenbüttel van conquerir el castell de Hunnesrück el 1521. Es troba en un turó prop del que ara és el districte de Hunnesrück de Dassel. Va bombardejar el castell amb artilleria pesada des de la cresta Hatop. Però va deixar-ho al cap de poc temps. Uns 3 km més a l'est, va fer construir Erichsburg en una terra baixa pantanosa entre 1527 i 1530, protegit per un ampli fossat i altes muralles. Va rebre el nom del seu hereu, el futur duc Eric II, que va néixer l'any 1528. Va servir com a residència oficial d'Erich I durant un temps. Durant el període de construcció va viure a l'antic castell de Hunnesrück.
Després del feu, les obligacions de Koldingen i Poppenburg van recaure en el duc Erich I d'acord amb les disposicions del Recés de Quedlinburg. El 1523, la parròquia del monestir de Sant Andreu de Derneburg es va posar sota la protecció d'Erich I von Calenberg a causa dels repetits saquejos, que van tenir lloc pels genets del duc Enric II de Braunschweig-Lüneburg.
El 1529, Erich va permetre que la ciutat de Hannover celebrés un festival de tir anual, que avui és el més gran d'aquest tipus al món com el Festival de Tir de Hannover. L'any 1530, el duc Eric I va tornar a prendre possessió d'Aerzen per als güelfs (el seu escut es mostra a sobre de la porta de l'ala nord del castell). El 1538, gairebé 21 anys després que Martin Luter publiqués les seves tesis, Elisabeth va fer servir el Sopar del Senyor en ambdues formes en un servei públic. A partir d'aleshores, el matrimoni va ser de diferents confessions religioses. El duc es va mantenir catòlic, la duquessa era luterana. El 1539, Erich I va combinar les oficines anteriors de Hunnesrück, Lüthorst i Lauenberg per formar la nova oficina d'Erichsburg. Aquesta va existir en la seva forma fins al 1643.
El duc Erich I va morir el 30 de juliol de 1540 al Reichstag de Hagenau. El seu fill Eric II era encara un nen, per això la seva mare, la duquessa Elisabeth, va agafar les regnes del govern durant cinc anys. Va deixar enrere grans deutes, estimats en 900.000 tàlers, així com dos edificis importants: l'Erichsburg prop de Dassel i el castell de Calenberg, que va restaurar. El seu enterrament no va tenir lloc fins al 1541 a la St. Blasiikirche de Münden, després que el seu cos pogués ser redimit a Hagenau un any després de la seva mort a canvi del pagament dels seus deutes. Per fer-ho, cada súbdit del seu ducat havia de pagar 16 pfennigs. L'epitafi, creat per Loy Hering abans de la mort del duc, es conserva al cor de la Blasiikirche i és una de les principals obres d'escultura renaixentista al sud de la Baixa Saxònia.

## Descendència
El duc Erich va tenir un fill i tres filles del seu segon matrimoni amb Elisabeth de Brandenburg (1510–1558):
- Elisabeth (* 8 d'abril de 1526; † 19 d'agost de 1566) ⚭ (1543) Comte Georg Ernst von 1831]–15 Henneberg)
- Eric II, duc de Braunschweig-Calenberg (* 10 d'agost de 1528; † 17 de novembre de 1584)

⚭ (1545–1573) Sidonia de Saxònia (* 8 de març de 1518 - † 4 de gener de 1575), filla de Heinrich (Saxònia) Enric de Saxònia i Katharina de Mecklenburg
⚭ (1576) Dorotea de Lorena (* 24 d'agost de 1545 - † 2 de juny de 1621), filla de Francis I de Lorena i Cristina de Dinamarca
- Anna Maria (* 23 d'abril de 1532; † 20 de març de 1568) ⚭ (1550) Albert I de Prússia, margravi de Brandenburg-Ansbach, duc de Prússia (1490–1568)
- Katharina (* 1534; † 10 de maig de 1559) ⚭ (1557) Wilhelm von Rosenberg, Oberburgrave de Bohèmia (1535–1592)

## Nomenaments
La ciutat d'Erichshagen, ara part de la ciutat de Nienburg/Weser, va rebre el seu nom. Va fundar l'assentament prop del castell de Wölpe, que havia restaurat com a castell després de ser destruït en el feu col·legiat d'Hildesheim.